# Phyllis Omido
Phyllis Indiatsi Omido (Contea di Vihiga, 1978) è un'ambientalista keniota, definita la "Erin Brockovich dell'Africa orientale".
Nel 2015 ha vinto il Goldman Environmental Prize per il suo attivismo contro l'installazione di un impianto di fusione del piombo situato nel mezzo di Owino Uhuru, una baraccopoli vicino a Mombasa. L'impianto causava avvelenamento da piombo e fu particolarmente incisivo sui bambini, tanto da essere chiuso definitivamente.
Omido è la fondatrice del Center for Justice, Governance and Environmental Action (CJGEA).

## Biografia
Phyllis Omido è nata a Kidinye Village, nella contea di Vihiga, da Margaret e Alfred Omido. Ha due fratelli e una sorella. Ha studiato economia aziendale all'Università di Nairobi e ha lavorato nelle industrie keniote per più di 15 anni.

### Attivismo
L'impianto entrò in funzione nel 2009 a Owino Uhuru. Al suo interno si lavorava il piombo recuperato dalle vecchie batterie delle auto, il ché causava il rilascio dei fumi di piombo nell'ambiente. Inoltre, le acque reflue acide non venivano trattate, bensì rilasciate nei corsi d'acqua utilizzati dai residenti per lavarsi.
In qualità di addetta alle relazioni con la comunità, Omido presiedette una commissione per una valutazione di impatto ambientale. I risultati mostrarono le quantità di piombo emesse nell'ambiente, e ciò spinse Omido a consigliare di spostare la fonderia altrove. I suoi superiori furono d'accordo e la riassegnarono ad un altro reparto, assumendo un consulente diverso per completare la valutazione.
Poco dopo aver iniziato a lavorare alla fonderia, il bambino di Omido si ammò e fu portato d'urgenza in ospedale. Inizialmente si pensava che la causa del malanno fosse tifo o malaria, ma in seguito si scoprì che era avvelenamento da piombo. Omido selezionò quindi altri tre bambini a caso, ai quali vennero fatti gli esami del sangue. Ognuno aveva livelli di piombo che erano al di sopra del livello di sicurezza secondo gli standard stabiliti dai Centers for Disease Control and Prevention statunitensi. Omido quindi si licenziò e intraprese il suo attivismo per far chiudere lo stabilimento.
Non avendo ottenuto alcun risultato da parte dei dirigenti dell'azienda e dei funzionari governativi, organizzò una manifestazione, per la quale venne arrestata insieme ad altri 16 membri della CJGEA. Dopo aver trascorso una notte in prigione, venne accusata di "incitamento alla violenza" e raccolta illegale di documenti. Dopo una lunga battaglia in tribunale, il caso venne archiviato ai sensi della sezione 210. Omido iniziò quindi a ricevere sostegno da Human Rights Watch e da altri gruppi. Dopo l'incontro con il relatore speciale delle Nazioni Unite incentrato sui rifiuti tossici, il Senato keniota decise di chiudere definitivamente lo stabilimento nel gennaio 2014.
Nel 2009 Omido ha fondato il Center for Justice, Governance and Environmental Action (CJGEA) allo scopo di affrontare le questioni ambientali riguardo agli insediamenti vicino alle aree industriali del Kenya. 

## Premi
Omido ha vinto il Goldman Environmental Prize nel 2015, il premio più importante al mondo per l'attivismo ambientale. Il suo nome è comparso nella lista delle 100 Women della BBC annunciata il 23 novembre 2020.

## Vita privata
Omido non è mai stata sposata e ha un figlio di nome Kingdavid Jeremiah Indiatsi.